# Ореїна зелена
Ореї́на зеле́на (Oreina viridis) — вид комах з родини Листоїдів. Відомо близько 30 палеарктичних видів роду, серед яких у фауні України виявлено 10.

## Морфологічні ознаки
7-10 мм. Яскраво-зелений. Проміжки між крапками надкрил шагреновані, матові. Передньоспинка рівномірно опукла, дрібно, але рівномірно крапчаста, без бокового валика.

## Поширення
Вид заселяє гори Центральної та Південної Європи, а саме: Альпи, Піренеї, Воґези, Татри, Судети, Західні Карпати.
В Україні зрідка зустрічався в субальпійській та альпійській зонах Карпат, у гірському масиві Чорногора (г. Піп Іван, Брескул, Петрос). Вкрай рідкісний вид, на межі цілковитого зникнення. Протягом ХХ століття виявлено лише поодинокі особини (відомо всього 14 екземплярів).

## Особливості біології
Яйцеживородячий вид, спосіб життя і трофічні зв'язки якого досліджені недостатньо. Жуків у активному стані знайдено в липні—серпні. Заселяє відкриті, добре освітлені ділянки, вкриті трав'янистою рослинністю, обабіч стежок та серед розріджених чагарників. Літературна вказівка про живлення дорослих жуків на вільсі зеленій сумнівна і потребує перевірки. Цикл розвитку моновольтинний.

## Загрози та охорона
Потрібно вивчити особливості біології виду, трофічні зв'язки, причини зменшення чисельності і створити в місцях його розмноження ентомологічний заказник.